# Cícere
Cícere (llamada oficialmente San Pedro de Cícere) es una parroquia y un lugar español del municipio de Santa Comba, en la provincia de La Coruña, Galicia.

## Entidades de población
Entidades de población que forman parte de la parroquia:
- A Pardiñeira
- Buxán
- Cícere
- Espasandín
- Mallón
- O Mato
- O Vilariño
- Rebordelos
- Rubín

## Demografía

### Parroquia
| Gráfica de evolución demográfica de Cícere (parroquia) entre 2000 y 2019 |
|                                                                          |
| Datos según el nomenclátor publicado por el INE.                         |

### Lugar
| Gráfica de evolución demográfica de Cícere (lugar) entre 2000 y 2019 |
|                                                                      |
| Datos según el nomenclátor publicado por el INE.                     |